# Sesma de Frías de Albarracín
La Sesma de Frías de Albarracín era una de las 4 sesmas o divisiones administrativas de la Comunidad de Aldeas de Albarracín. Estuvo vigente desde la creación al menos en 1395 hasta la creación de la actual provincia de Teruel en 1833. Estaba formada por los siguientes municipios:

Sesma de Bronchales
Sesma de Villar del Cobo
Sesma de Frías de Albarracín
Sesma de Jabaloyas

- Frías de Albarracín
- Moscardón
- Calomarde
- Royuela
- Torres de Albarracín
- El Vallecillo

## Enlaces de Interés
- La comunidad de Albarracín

- Datos: Q28502225